# 飞天山镇
桥口镇，是中华人民共和国湖南省郴州市苏仙区下辖的一个乡镇级行政单位。

## 行政区划
桥口镇下辖以下地区：
桥口社区、市农科所社区、市桥口氮肥厂社区、区农科所社区、区园艺场社区、黄泥滩村、瓦窑坪村、清江村、雅江村、小禾塘村、高椅岭村、桥口村、石河村、排塘村、宝安岭村、白溪村、下渡村、幸福村、高家塘村和龙湾村。